# Dagaya
Dagaya (auch: Dagaya Déguilla, Dagaya I, Digaya, Digoya) ist ein Dorf in der Landgemeinde Bosso in Niger.

## Geographie
Das Dorf liegt am Fluss Komadougou Yobé, der hier die Staatsgrenze zu Nigeria bildet. Es befindet sich rund 31 Kilometer südwestlich des Hauptorts Bosso der gleichnamigen Landgemeinde und des gleichnamigen Departements Bosso, das zur Region Diffa gehört. Zu den Siedlungen in der näheren Umgebung von Dagaya zählen Toumour im Nordosten und Bandi im Südwesten.
Der 340 Hektar große Doumpalmen-Hain von Dagaya steht unter Naturschutz. Das Dorf ist Teil der 860.000 Hektar großen Important Bird Area des Graslands und der Feuchtgebiete von Diffa. Zu den in der Zone beobachteten Vogelarten zählen Arabientrappen, Beaudouin-Schlangenadler, Braunrücken-Goldsperlinge, Fuchsfalken, Nordafrikanische Lachtauben, Nubiertrappen, Prachtnachtschwalben, Purpurglanzstare, Rothalsfalken, Sperbergeier und Wüstenspechte als ständige Bewohner sowie Rötelfalken, Steppenweihen und Uferschnepfen als Wintergäste.

## Geschichte
In den 1920er Jahren galt die durch Dagaya führende und 1375 Kilometer lange Piste von Niamey nach N’Guigmi als einer der Hauptverkehrswege in der damaligen französischen Kolonie Niger. Sie war in der Trockenzeit bis Guidimouni und wieder ab Maïné-Soroa von Automobilen befahrbar.
In Dagaya hatten sich 2014 viele Flüchtlinge aus dem Nachbarland Nigeria niedergelassen, die ihre Heimat wegen der Terroraktivitäten von Boko Haram verlassen mussten. Um daraus resultierenden Epidemien vorzubeugen, ließ das Internationale Komitee vom Roten Kreuz im selben Jahr in Dagaya sowie in den Orten Bandi, Barwa, Bosso, und Toumour Masernimpfungen bei fast 30.000 Kindern durchführen. Die Sicherheitslage in der Region verschlechterte sich weiter, auch Dagaya wurde am 9. Juli 2015 das Ziel eines bewaffneten Angriffs. Dabei wurden auf einer Baustelle fünf Menschen mutmaßlich von Boko Haram getötet. Die Streitkräfte Nigers flogen in einer Zone bei Dagaya im November 2015 erstmals Luftangriffe gegen Boko Haram, nachdem dort kurz zuvor ein Soldat in einem Hinterhalt getötet worden war.

## Bevölkerung
Bei der Volkszählung 2012 hatte Dagaya 3166 Einwohner, die in 523 Haushalten lebten. Bei der Volkszählung 2001 betrug die Einwohnerzahl 1253 in 236 Haushalten und bei der Volkszählung 1988 belief sich die Einwohnerzahl auf 998 in 231 Haushalten.

## Wirtschaft und Infrastruktur
Mit einem Centre de Santé Intégré (CSI) ist ein Gesundheitszentrum im Ort vorhanden. Es befindet sich im Nordosten von Dagaya. In der Nähe des Gesundheitszentrums erstreckt sich ein Marktgelände. Am südwestlichen Ortsrand gibt es eine Schule.